# New Carrollton
New Carrollton é uma cidade localizada no estado americano de Maryland, no Condado de Prince George's.

## Demografia
Segundo o censo americano de 2000, a sua população era de 12.589 habitantes.
Em 2006, foi estimada uma população de 12.651, um aumento de 62 (0.5%).

## Geografia
De acordo com o United States Census Bureau tem uma área de
3,9 km², dos quais 3,9 km² cobertos por terra e 0,0 km² cobertos por água.

## Localidades na vizinhança
O diagrama seguinte representa as localidades num raio de 4 km ao redor de New Carrollton.